# Кохату
Ко́хату (эст. Kohatu) — деревня на севере Эстонии в волости Сауэ уезда Харьюмаа. 
До административной реформы местных самоуправлений Эстонии 2017 года входила в состав волости Керну.
На западе деревня граничит с Метсанурга, на юге с Керну и Кирикла, на востоке с Люманду, на севере с Тагаметса. На 2011 год население деревни составляло 134 человека.
На северо-востоке Кохату находится часть заказника Люманду.

## История
В XV веке в деревне была построена мыза Кохату (эст. Kohhat), первые упоминания о которой датируются 1475 годом. В XVII веке мыза принадлежала Нойкершидам, а в 1639 году перешла во владение Густаву фон Врангелю.
В 1637 году, неподалеку от мызы Кохату, была построена мыза Уус-Кохату (эст. Uus-Kohatu, нем.  Neu-Kohhat, Новая Кохату), которая позже стала называться Керну (нем. Kirna). В 1741 году мыза Кохату перешла в собственность владельцу мызы Фридриху Иоганну Вартманну, который так же был владельцем мызы Керну. Начиная с этого момента, и до отмены сословий, мыза Кохату принадлежала владельцам мызы Керну.
Современное главное здание мызы Керну было построено в конце XVIII века Тизенгаузенами, в стиле раннего классицизма. В 1810 году, новый собственник Бернард Унгерн фон Штернберг решил перестроить здание в стиле помпезного классицизма. Архитектором здания был Карл Людвиг Энгель.
В советское время, земли деревни входили в совхоз Хайба. До реформы 1977 года, западная часть деревни, через которую протекает река Вазалемма, была самостоятельной деревней под названием Йыэ.